# 3 Korpus (austro-węgierski)

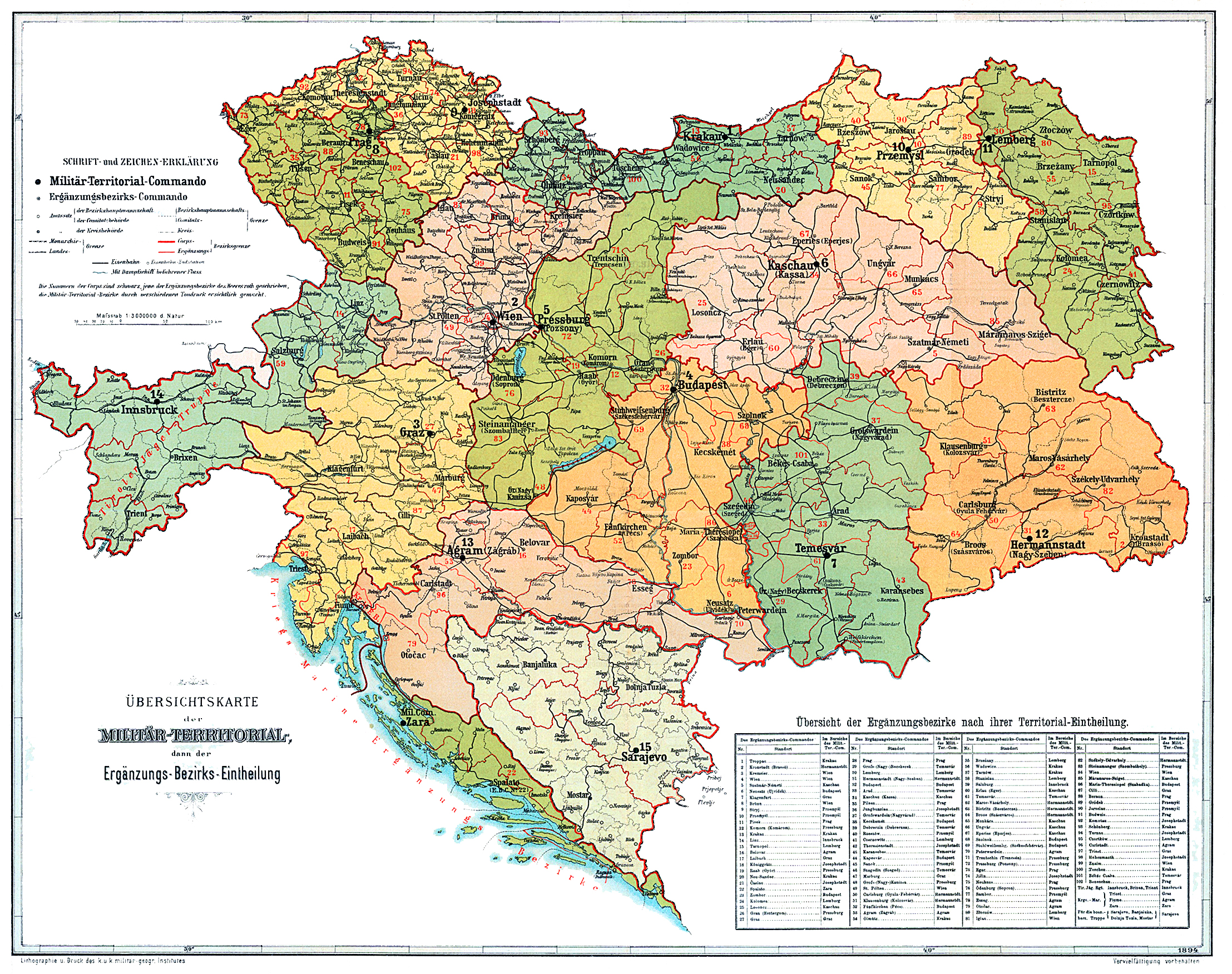
Wojskowy podział terytorialny Monarchii Austro-Węgier w 1894

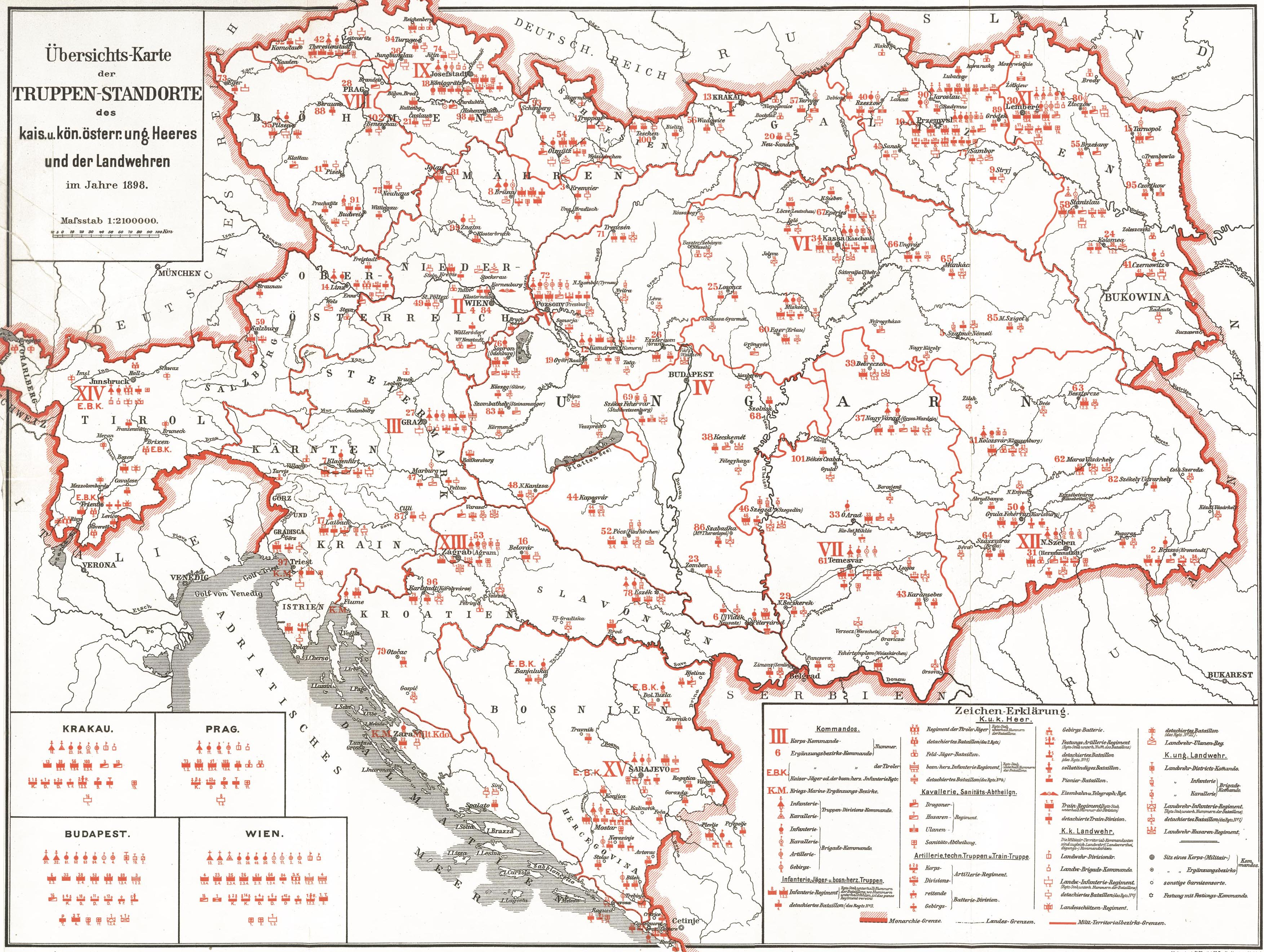
Dyslokalizacja sił zbrojnych Monarchii Austro-Węgier w styczniu 1898

3 Korpus – wyższy związek taktyczny cesarskiej i królewskiej Armii.

## Organizacja pokojowa w latach 1912–1914
Organizacja pokojowa 3 Korpusu w latach 1912–1914
- Komenda 3 Korpusu (niem. 3. Korpskommando) w Grazu
- 6 Dywizja Piechoty w Grazu
- 28 Dywizja Piechoty w Laibach
- 3 Brygada Kawalerii w Mariborze (niem. Marburg)
- 3 Brygada Artylerii Polowej w Grazu
- 4 Brygada Artylerii Fortecznej w Pola
- Dywizjon Taborów Nr 3 w Grazu

## Organizacja wojenna i obsada personalna w sierpniu 1914
W 1914 jego dowódcą był FZM Emil Colerus von Geldern, zaś szefem sztabu - płk. Richard Müller.
- 6 Dywizja Piechoty (6. ID): FML Karl Gelb Edler von Siegesstern
  - 11 Brygada Piechoty  (11. IBrig.):  GM. Ludwig von Fabini,
  - 12 Brygada Piechoty  (12. IBrig.): GM. Felizian Krasel
  - 6 Brygada Artylerii Polowej (6. FABrig.): płk. Karl Kratky
- 28 Dywizja Piechoty (28. ID): FML Rudolf  Králiček
  - 55 Brygada Piechoty (55. IBrig.): GM. Alfred Edler von Hinke
  - 56 Brygada Piechoty  (56. IBrig.):  GM Johann  Fernengel
  - 28 Brygada Artylerii Polowej  (28. FABrig.):  GM. Wilhelm Elmar
- 22 Dywizja Piechoty Obrony Krajowej (22. LID): FML Heinrich Ritter von Krauss-Elislago
  - 43 Brygada Piechoty Obrony Krajowej (43. LwBrig.): GM. Joseph Nemeczek
  - 44 Brygada Piechoty Obrony Krajowej (44. LwBrig.): GM. Ignaz Schmidt Edler von Fussina
  - 22 Brygada Artylerii Polowej (22. FABrig.): płk. Michael Gärtner